# آزادراه ۱۲ (آلمان)
آزادراه ۱۲ (آلمانی: Bundesautobahn 12) بزرگراهی در شمال شرقی آلمان است. طول این بزرگراه ۵۸ کیلومتر می‌باشد. این آزادراه برلین را به مرز لهستان وصل می‌نماید. جهت این بزرگراه محور غرب-شرق و برعکس است.